# Les Platons
Les Platons je najviša točka Jerseyja, teritorije britanske krune, s nadmorskom visinom od 136 metara. Nalazi se u Vingtaine de la Ville-à-l'Évêque u župi Trinity.
Na vrhu su smješteni radio odašiljači< i radarska stanica.
U listopadu 1955. Les Platons je korišten kao mjesto za televizijski odašiljač za prijenos BBC Television (kasnije preimenovanog u BBC One) prijenosa na Kanalske otoke. Od ponedjeljka 3. listopada 1955. emitirao je BBC Televiziju na liniji VHF 405 na kanalu 4. Od 1955. mjesto se također koristilo za primanje BBC-jevih nacionalnih radijskih postaja na Kanalskim otocima. Prije 1955. Kanalski otoci nisu imali odašiljače i primali su radijske prijenose BBC-jevih nacionalnih radijskih postaja iz kopnene Engleske.
BBC je započeo FM prijenose 16. listopada 1961. s Les Platonsa, programa Home, Light i Third (započeo u Ujedinjenom Kraljevstvu sredinom do kraja 1950-ih). Kasnije je to postalo 91,1 kao Radio 2 (s povremenim Radio 1), 94,75 kao Radio 3 (kasnije zaokruženo na 94,8) i 97,1 kao Radio 4.
Odašiljač Fremont Point oko 2 km zapadno od Les Platonsa krenuo je u eter u rujnu 1962. dovodeći Independent Television (ITV) na Kanalske otoke po prvi put u obliku ITV franšize Channel Television. S vremenom je Fremont Point postao glavni televizijski odašiljač za Kanalske otoke. Počeo je emitirati UHF 625 televiziju 1976. zajedno s prvim uvođenjem BBC2 i televizije u boji na Kanalskim otocima.
Les Platons televizijski prijenosi prestali su 1985. kada su stari VHF 405 linijski prijenosi prestali u Ujedinjenom Kraljevstvu. Od 1985. nadalje, Les Platons je bio samo radio odašiljač. 

## Vanjske poveznice
- (engl.) Les Platons, Jersey, Channel Islands, Planet Ware.
- (engl.) Les Platons Transmitter at thebigtower.com